# Бурлака (хор)
Бурлака — український хор, організований у Ріміні (Італія), яким керував Степан Гумінілович. Його хористи після переїзду з міста Манчестер в Шотландії склали основу хору «Гомін». Після виїзду Степана Гумініловича до Австрії 4 листопада 1946-го року хор перебрав баритон-соліст, колишній диригент хорів у місті Стрий Євген Пасіка (мистецьке псевдо Ярема Гордій), а натомість 1975-го року Степан Гумінілович у Канаді заснував хор «Бурлака», продовжуючи традиції попереднього хору «Бурлака».

## Солісти
- Антін Дербіш (1921-1991)

## Відомі пісні
- Дивізіє, гей рідна мати
- Маршерують добровольці
- Дівчата
- Чорна кура
- Марш запорожців
- Отаман
- Хлопці підемо
- Фурт-фурт